# Nationalsozialistisches Fliegerkorps
Le Nationalsozialistisches Fliegerkorps, ou NSFK était une organisation para-militaire du Parti nazi, fondée au début des années 1930. À cette époque, en raison du traité de Versailles, il était interdit à l'Allemagne de posséder une aviation militaire.

## Histoire
L'organisation du NSFK était basée sur celle des Sturmabteilung, ou SA, sur le plan de la hiérarchie entre les membres, on retrouve d'ailleurs cette structure dans les Nationalsozialistisches Kraftfahrerkorps (NSKK ou « Corps de transport du Parti national-socialiste des travailleurs allemands »).
Durant les premières années de son existence, le NSKF utilisa des planeurs et des avions privés. Quand les Nazis créèrent la Luftwaffe, un nombre important de NSKF y furent transférés, aussi nombre des NSKF transférés étaient parallèlement membres du NSDAP, ce qui eut pour conséquence de politiser la Luftwaffe plus que les autres branches de la Wehrmacht, restées fidèles à la « Vieille Garde » issue de l'aristocratie allemande.
Le Nationalsozialistisches Fliegerkorps continua d'exister même après la création de la Luftwaffe, mais avec un degré d'importance moindre. Durant la Seconde Guerre mondiale, le NSFK fut présent dans les domaines de la défense aérienne et de la réserve des troupes de DCA.

## Grades dans les NSFK
Dans l'ordre hiérarchique :
1. Mann
2. Sturmmann
3. Rottenführer
4. Scharführer
5. Oberscharführer
6. Truppführer
7. Obertruppführer
8. Sturmführer
9. Obersturmführer
10. Hauptsturmführer
11. Sturmbannführer
12. Obersturmbannführer
13. Standartenführer
14. Oberführer
15. Brigadeführer
16. Gruppenführer
17. Obergruppenführer
18. Ehrenführer (non présent dans le tableau)
19. Korpsführer